# Alga

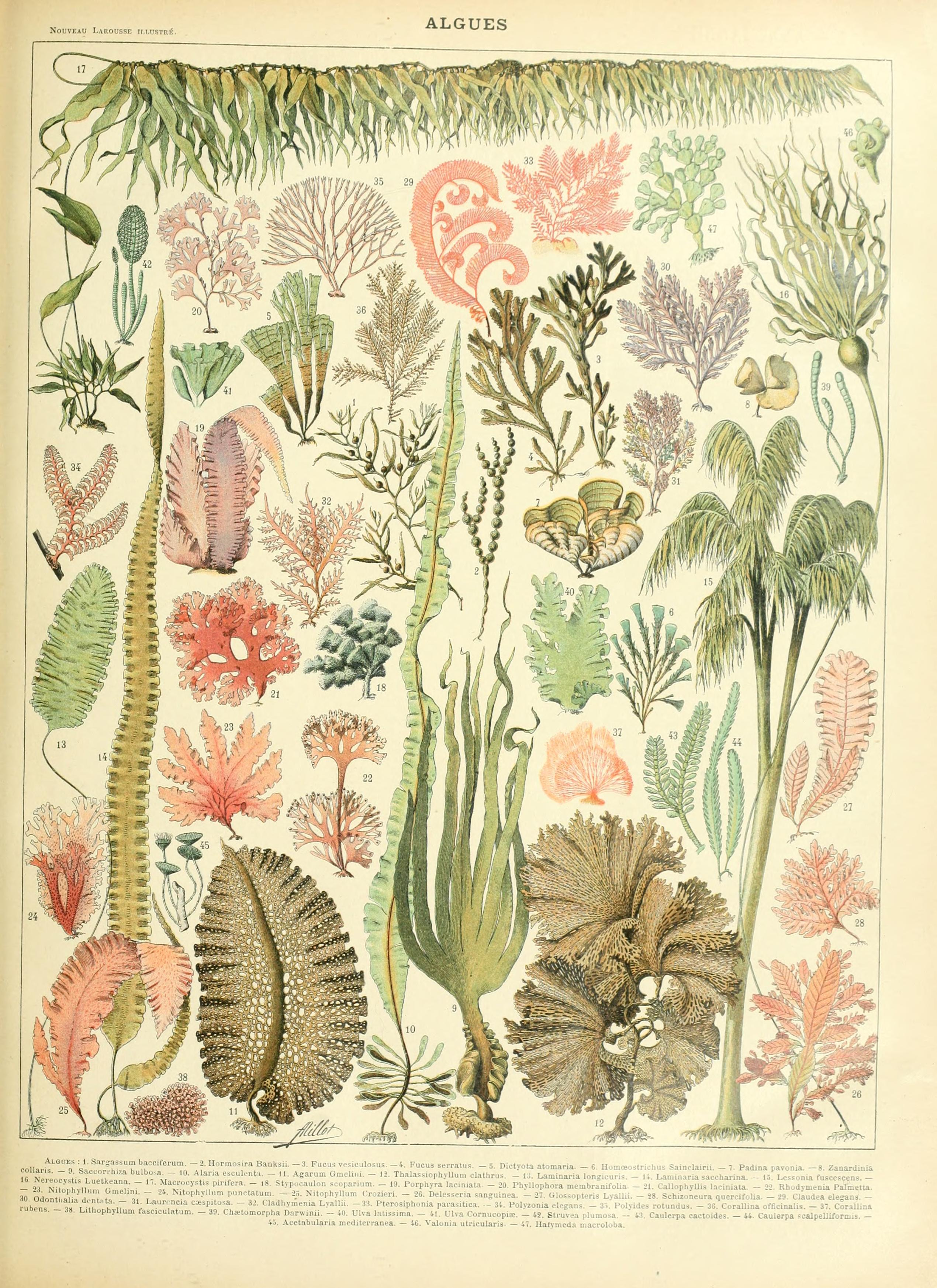
Variedad de algas pluricelulares, entre algas verdes, rojas y pardas.

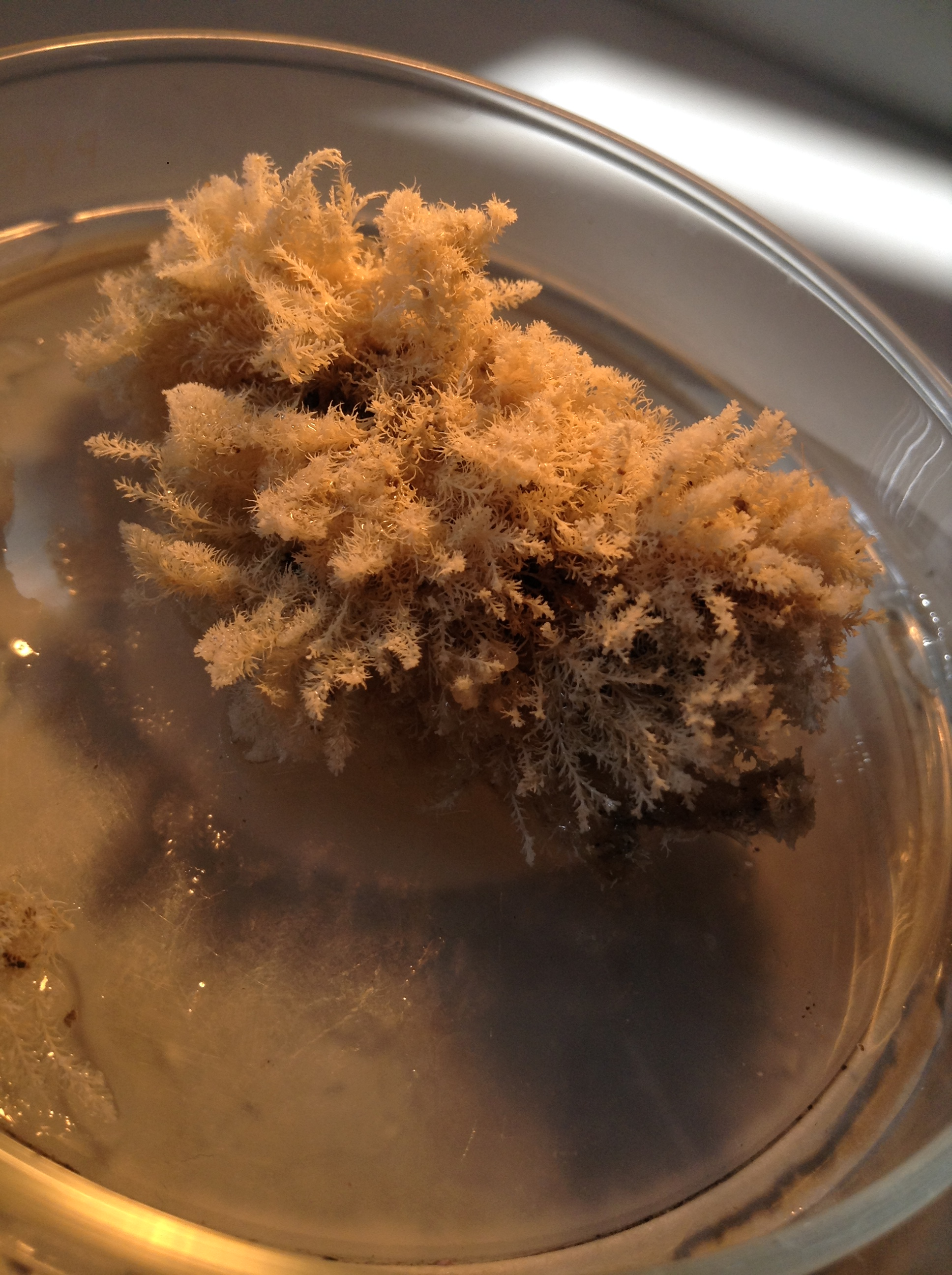
Alga recolectada.

Un alga  es un organismo con capacidad de realizar la fotosíntesis oxigénica y obtener el carbono orgánico con la energía de la luz del sol, diferente de una embriofita o planta terrestre. Casi siempre viven en un medio acuático (alguna excepción colonizó la superficie terrestre, pero no de la forma espectacular en que lo hicieron las embriofitas) y pueden ser unicelulares o pluricelulares. En la definición moderna del término se consideran solo organismos eucariotas. Esto incluye a las algas verdes y las algas rojas (que se suelen clasificar en el reino de las plantas), las algas pardas (que son protistas), varios grupos de protistas unicelulares o coloniales que forman parte del fitoplancton (por ejemplo, dinoflagelados, diatomeas, haptofitas, criptofitas, etc). Las cianobacterias son fotótrofas pero son procariotas (bacterias), aunque algunos autores las incluyen en el término.

## Características generales

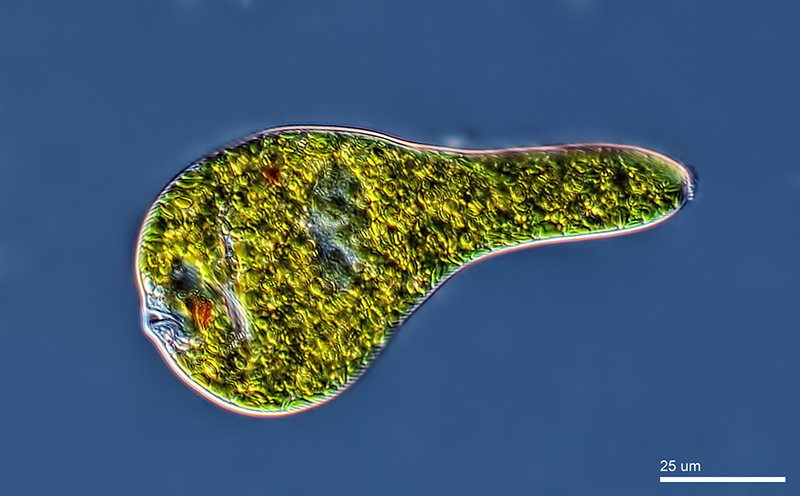
Ejemplo de un alga unicelular (Euglena).

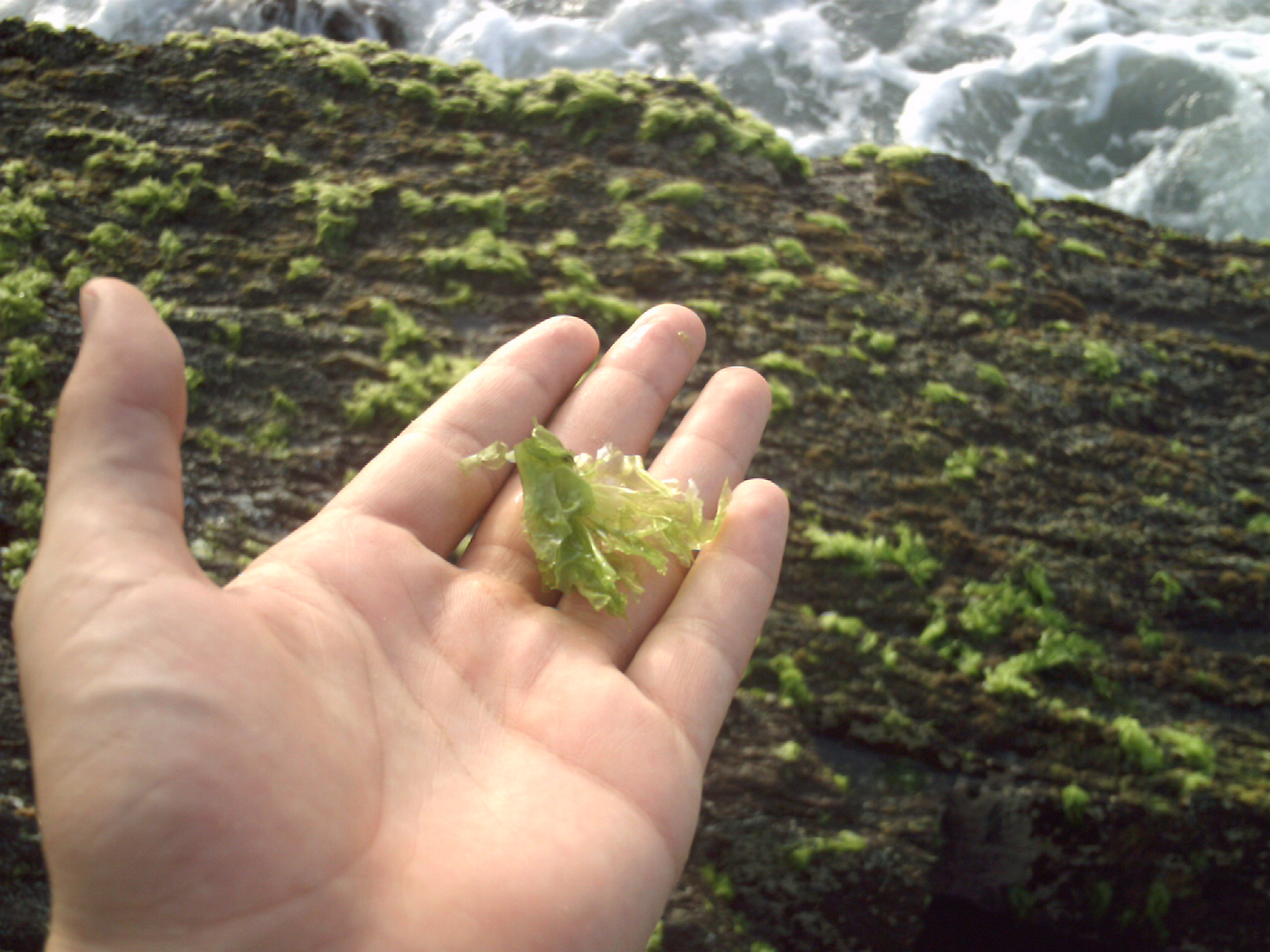
Ejemplo de un alga pluricelular.

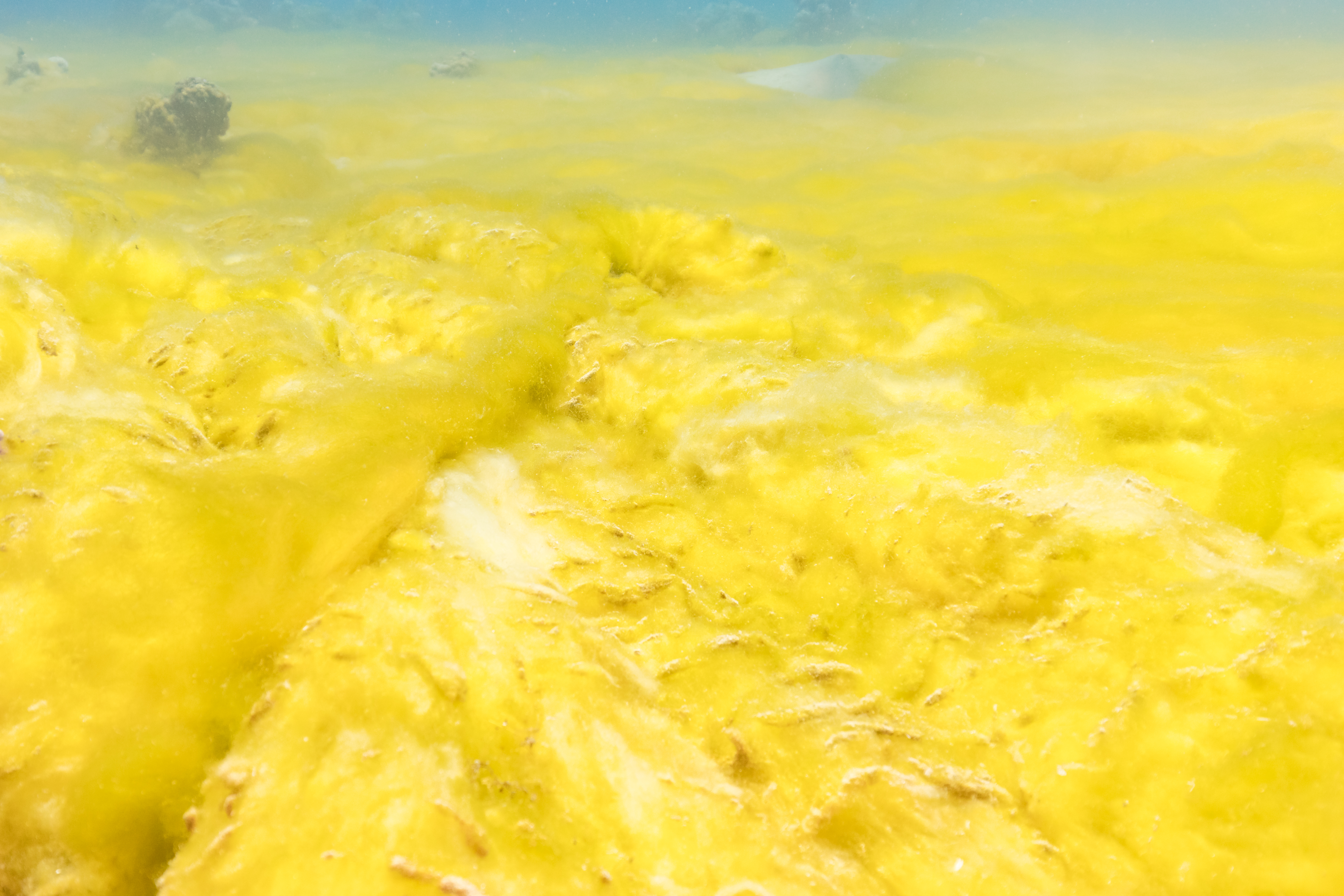
Manto de algas amarillas en el mar Rojo.

Todas las algas se consideran protistas según algunos autores (como Lynn Margulis), sin embargo es importante mencionar que algunas especies son reconocidas como plantas en una de sus circunscripciones más modernas (las algas verdes, las algas rojas y las glaucofitas, que son los grupos de algas más emparentados con las plantas terrestres). En una época se llamó "algas" a las cianobacterias, que son bacterias que fotosintetizan (al ser descubiertas fueron llamadas algas verdeazules) pero hoy en día el término "alga" se utiliza preferentemente para los eucariotas (a veces se encuentran los términos "algas eucariotas" y "algas procariotas"). En algunos textos se llama "algas" a los protistas que no fotosintetizan pero están muy emparentados con protistas que sí lo hacen y probablemente descienden de un ancestro que lo hacía, como los euglenoideos no fotosintetizantes parientes cercanos de Euglena, un ejemplo es Astasia que retiene vestigios de lo que parece haber sido un cloroplasto.
Las algas en general viven en ambientes muy húmedos o en el agua (alguna excepción colonizó la tierra). Con respecto a sus modos de nutrición, no todas las algas son exclusivamente autótrofas, hay algas que además de realizar fotosíntesis pueden alimentarse de forma heterótrofa (son mixótrofas).
Las plantas terrestres y algas no son los únicos organismos con capacidad de realizar fotosíntesis. Por ejemplo, hay eucariotas que son capaces de alimentarse de algas y secuestrar los cloroplastos que estas contienen, integrándolos a sus tejidos y aprovechando los productos de la fotosíntesis, en un fenómeno llamado cleptogamia. Estos eucariotas no son considerados algas.
Inicialmente, en la época en que solo se clasificaba a los organismos como vegetales o como animales, las algas fueron agrupadas por los biólogos con los vegetales, pero hoy muchas se agrupan con los protistas. Los protozoos -también protistas- son heterótrofos, las algas, en cambio, son autótrofas, capaces de realizar fotosíntesis; pero ambos están constituidos por células eucariotas. Existen más de 30 000 especies conocidas de algas, desde las microscópicas hasta las gigantes, que pueden llegar a alcanzar cien metros.
Los caracteres esenciales que distinguen a estas del resto de los vegetales fotosintéticos (plantas terrestres) son:
1. la ausencia de un verdadero embrión (no son por tanto embriofitas),
2. la ausencia de una envuelta multicelular alrededor de los gametangios y esporangios (a excepción de las caráceas).

Se distinguen de los hongos por carecer estos de capacidad fotosintética. Se trata de un grupo polifilético (no es un grupo de parentesco), y no tiene por lo tanto ya uso en la clasificación científica taxonómica moderna, aunque sigue teniendo utilidad en la descripción de los ecosistemas acuáticos.
Se han descrito algo más de 45.000 especies, si bien algunos grupos están pendientes de una revisión exhaustiva. Son cosmopolitas y viven prácticamente en todos los medios, aunque están relacionadas fundamentalmente con el medio acuático, se desarrollan también en ambientes variados y extremos como el suelo, la nieve o el hielo, sobre otros vegetales, etc. Generalizando se puede afirmar que en los ecosistemas acuáticos las algas son los principales productores primarios y la base de la cadena trófica, (véase fitoplancton).
Muchas algas son unicelulares microscópicas, otras son coloniales y algunas han desarrollado anatomías complejas, incluso con tejidos diferenciados, como ocurre en las algas pardas. Las más grandes, miembros del grupo anterior, forman cuerpos laminares de decenas de metros de longitud, como las que se encuentran en el mar de los Sargazos.
Para su clasificación taxonómica, además del tipo de pigmentos, plastos y otras características, se emplea el número de membranas de sus cloroplastos: dos, tres o cuatro. Tienen un papel fundamental para el entendimiento de los modelos endosimbióticos.

### Color
La coloración de las algas es muy variada y depende de los pigmentos presentes en los plastos. Así pues la clorofila es de color verde, la ficoeritrina roja, la fucoxantina parda, el caroteno naranja, la ficocianina azul y la zeaxantina amarilla.

## Historia de la ficología
El estudio científico de las algas se llama ficología. Se usa también, pero menos, algología, un término híbrido construido con una raíz latina (alga) y otra griega (logos); se presta además a confusión con la ciencia homónima del dolor, que es una especialidad médica.
La historía de la ficología está ligada a la historia de la botánica general. Ya en tiempos de los griegos, Teofrasto y Dioscórides utilizan en sus descripciones el término "phykos" (que significa planta marina) para designar algas. De este nombre griego derivaría el nombre latino "fucus".

## Clasificación

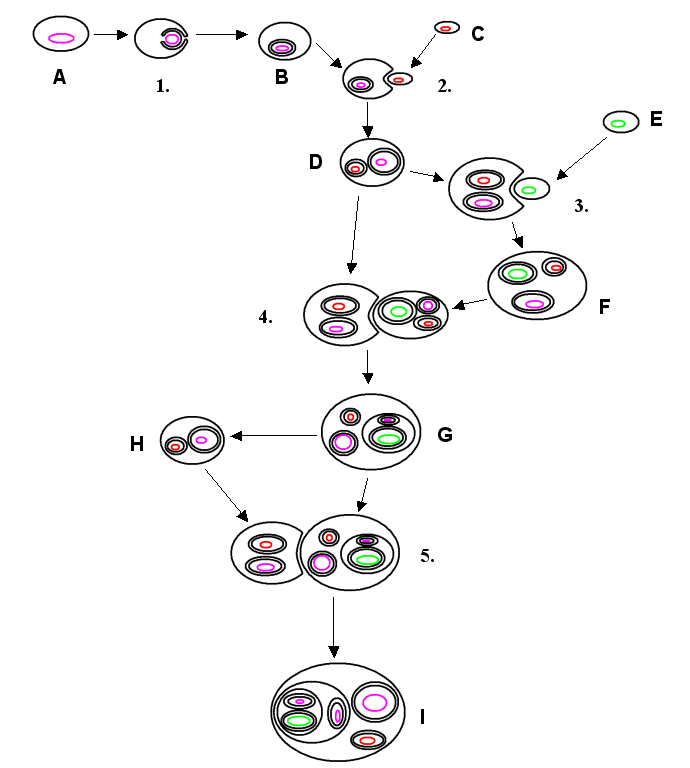
Origen de la célula eucariota y de las algas por endosimbiosis seriada.- A: arquea ancestral, B: origen del núcleo celular, C: bacteria aerobia, D: origen eucariota por simbiogénesis (eucariogénesis), E: bacteria fotosintética oxigénica, F: origen de la primera alga (Primoplantae) por endosimbiosis primaria entre un protozoo fagótrofo y una cianobacteria, G: origen de un alga cromofita por endosimbiosis secundaria con un alga roja, H: pérdida secundaria de cloroplastos en ciertos protistas, I: endosimbiosis terciaria de ciertos dinoflagelados con un alga cromofita.

Como se ha apuntado en la introducción, las algas constituyen un conjunto polifilético, es decir, sus miembros están dispersos entre distintos grupos de parentesco (grupos monofiléticos). Para su ordenación en filos y clases se han utilizado características como la composición de los pigmentos, de las sustancias de reserva, de la pared celular, y las características de la división celular.
Hay autótrofos procariotas y algas eucariotas.

### Autótrofos procariotas
- Cianobacterias. Pertenecen al dominio Bacteria (Prokaryota o Monera), pero son fotosintéticas y presentan clorofila a y ficobilinas como pigmentos auxiliares, aunque algunas presentan en su lugar clorofila b. Antiguamente se denominó a las cianobacterias como "cianofitas" y como "algas verdeazuladas", pero actualmente se suele restringir el término alga a los eucariotas, y la expresión algas verdeazuladas debe considerarse obsoleta y descartarse su uso.

Algunos otros grupos de bacterias, como Chloroflexia o Chlorobia, realizan formas de fotosíntesis no oxigénicas u oxogénicas usando bacterioclorofila en vez de clorofila, pero tampoco son tratados como algas. También existen arqueas, en concreto Halobacteria, que realizan reacciones fotosintéticas, en este caso usando el pigmento bacteriorodopsina.

### Algas eucariotas
Pocos grupos de eucariotas con cloroplastos son considerados algas y son tratados habitualmente como protistas o como plantas según los sistemas de clasificación. Evolutivamente se pueden clasificar en dos categorías principales: los grupos cuyos cloroplastos proceden de la endosimbiosis primaria de una cianobacteria, que constituyen la línea Archaeplastida o Primoplantae, y los restantes grupos que obtuvieron sus cloroplastos secundariamente a través de la endosimbiosis de una Primoplantae. Entre estos últimos destacan las algas cromofitas, que descienden de protistas que adquirieron los cloroplastos secundariamente por endosimbiosis de un alga roja. Adicionalmente otros grupos de protistas adquirieron sus cloroplastos por endosimbiosis secundaria, bien de un alga verde, como los euglénidos y las algas cloraracneas, o de un alga roja, como en el caso de los dinoflagelados. Se conocen también casos de dinoflagelados que reemplazaron sus cloroplastos secundarios por otros procedentes de una endosimbiosis terciaria posterior.

#### Archaeplastida o Primoplantae

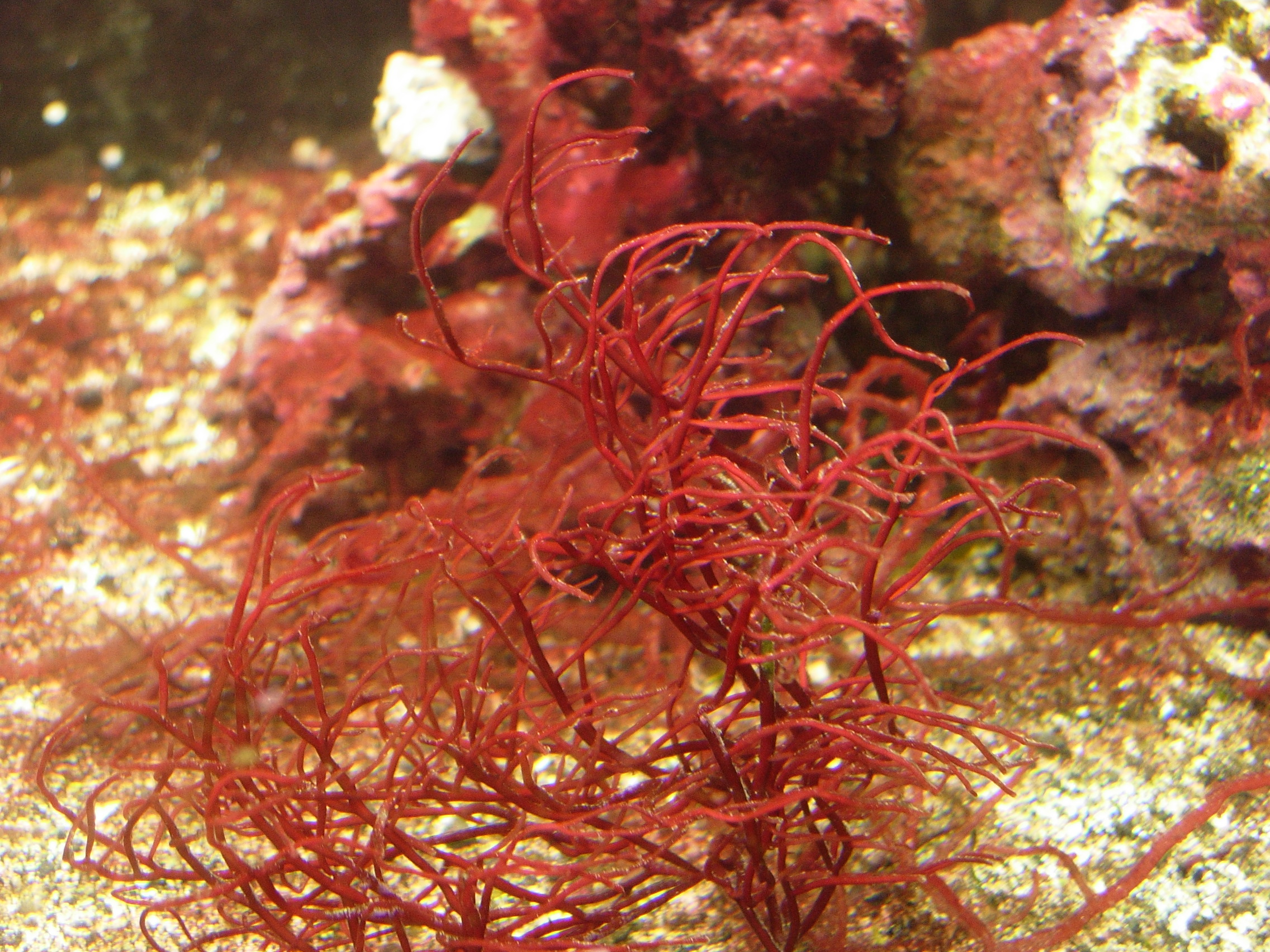
Alga roja: Gracilaria.

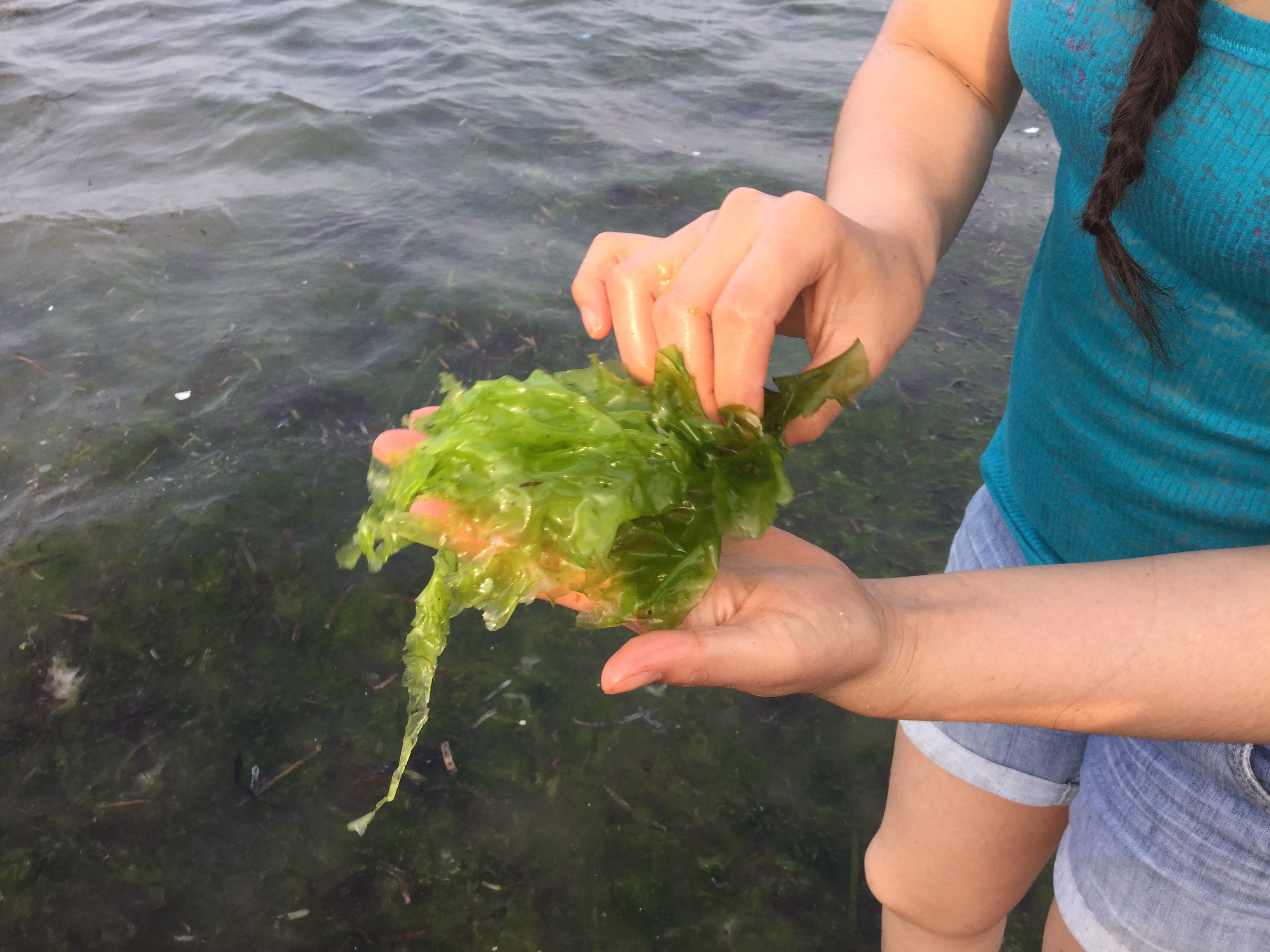
Alga verde: lechuga de mar.

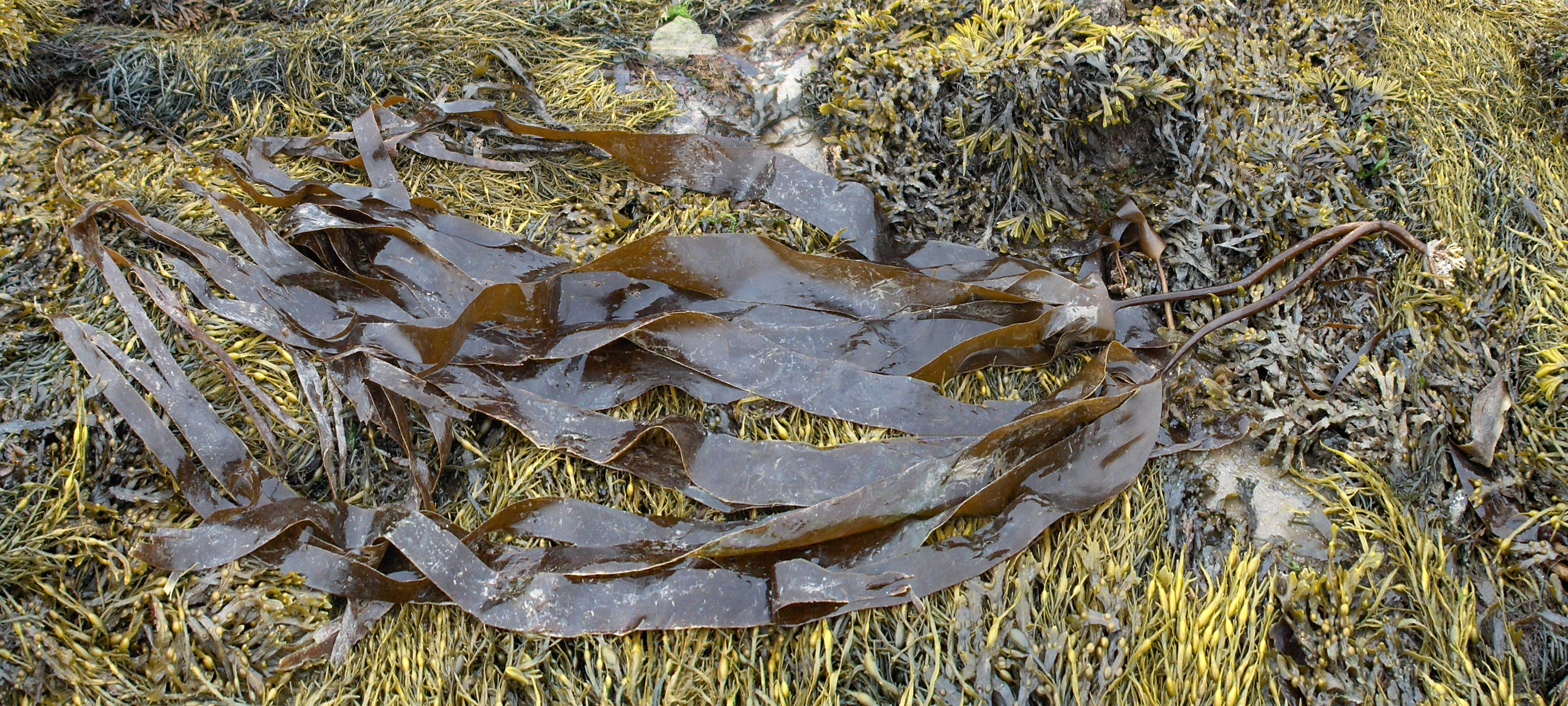
Algas pardas: grandes algas laminariales sobre un fondo de algas fucales.

Primoplantae comprende los llamados eucariontes fotosintéticos primarios, descendientes directos del protozoo biflagelado en cuyo seno una cianobacteria se convirtió en el primer cloroplasto. Estos cloroplastos están rodeados por dos membranas y contienen clorofila a (que es universal) y algunos grupos también clorofila b. Las paredes celulares son de celulosa. Este grupo es el que se suele tomar como el reino Plantae, sin embargo se propusieron otras definiciones para dicho reino. Comprenden tres líneas:
- Glaucofitas (Glaucophyta = Glaucocystophyta). Es un pequeño grupo de algas unicelulares de agua dulce que se caracterizan por contener cianelas, que son plastos con características típicas de las cianobacterias, por ejemplo, una pared residual de peptidoglucano y carboxisomas, ausentes de los plastos del resto de las algas y plantas. Contienen clorofila a.
- Algas rojas (Rhodophyta). Son algas fundamentalmente marinas. Sus cloroplastos se denominan rodoplastos y presentan dos membranas, clorofila a y pigmentos accesorios ficobiliproteínas y carotenoides, los cuales enmascaran el color de la clorofila y le dan el color rojo distintivo de estas algas.
- Algas verdes (Chlorophyta y Charophyta). Son principalmente de agua dulce, pues solo un 10% de las especies son marinas. Presentan clorofilas a y b, β-caroteno y xantófilas, además de sustancias de reserva (almidón), tal como se encuentra también en las plantas terrestres lo que le da su color verde. Es el grupo a partir del cual evolucionaron las plantas terrestres.

#### Algas cromofitas
Las algas cromofitas comprenden a la mayor parte de las algas cuyos cloroplastos provienen de un alga roja por endosimbiosis secundaria. Estos cloroplastos son llamados también rodoplastos, están rodeados por cuatro membranas y contienen clorofilas a y c, junto a otros pigmentos secundarios. La membrana exterior del cloroplasto contiene ribosomas y forma un continuo con el retículo endoplasmático y la envoltura nuclear, constituyendo una estructura denominada retículo endoplasmático cloroplástico. La pared celular puede ser de celulosa, quitina, calcárea o silícea. Aún no están del todo claras las relaciones filogenéticas, pues podrían ser un grupo monofilético denominado Chromista o ser polifilético producto de eventos simbióticos independientes.
- Heterocontos (Heterokontophyta o Stramenopiles). Constituyen un clado (grupo evolutivo) muy heterogéneo que incluye entre sus miembros a algunos de los más importantes fotosintetizadores acuáticos, como por ejemplo:
  - Algas pardas (feofitas, Phaeophyceae), pluricelulares y fundamentalmente marinas. Constituyen las algas más grandes formando bosques submarinos prominentes, aunque algunas especies se presentan en formas flotantes libres, como Sargassum.
  - Algas doradas (crisofitas, Chrysophyceae), unicelulares o coloniales y que viven en su mayoría en lagos y lagunas de aguas dulces limpias y frías, aunque algunas especies son marinas.
  - Algas verde-amarillas (xantofitas, Xanthophyceae), unicelulares o coloniales filamentosas, fundamentalmente de agua dulce.
  - Diatomeas (Diatomeae o Bacillariophyceae), unicelulares, fundamentalmente marinas, aunque existen algunas especies de agua dulce. Presentan una pared celular silícea y constituyen una parte importante del fitoplancton.
  - Silicoflagelados (Dictyochophyceae), unicelulares, viven tanto en aguas continentales como marinas y en el suelo.

También se incluyen aquí algunos grupos heterótrofos que evolutivamente perdieron su capacidad fotosintética, como los oomicetos, que hasta que recientes avances genéticos permitieron comprobar su verdadera filiación, se clasificaban entre los hongos (pseudohongos).
- Haptofitas (Haptophyta=Coccolithophoridae), llamados a veces Prymnesiophyta. Unicelulares cuyas escamas carbonatadas (cocolitos) contribuyen de forma importante a los sedimentos oceánicos.
- Criptofitas (Cryptophyta). Formas unicelulares flageladas de aguas frías, sobre todo marinas.

#### Otros grupos
Al igual que los anteriores, sus cloroplastos proceden de endosimbiosis secundarias (en algunos casos, incluso de endosimbiosis terciarias). Son varios grupos no relacionados que también pueden considerarse algas. Los cloroplastos están rodeados por tres o cuatro membranas y contienen clorofilas a y b los derivados de las algas verdes y clorofilas a y c los derivados de las algas rojas.
- Euglénidos (Euglenophyta). Protistas unicelulares flagelados de agua dulce dotados de plastos verdes y emparentados estrechamente con los kinetoplástidos, entre los que se encuentran los Trypanosoma, responsables de la enfermedad de Chagas y de la enfermedad del sueño. La célula presenta una película compuesta por bandas proteicas que se ubica por debajo de la membrana plasmática.
- Dinoflagelados (Dinoflagellata o Dinophyta). Contienen cloroplastos de procedencia de un alga roja y están muy cercanamente emparentados con los ciliados y, más aún, con los apicomplejos, protistas parásitos que contienen apicoplastos (plastos no fotosintéticos) y que incluyen al parásito que produce la malaria (Plasmodium). Un tipo de dinoflagelados, las zooxantelas, son endosimbióticos que crecen en distintos animales acuáticos marinos, especialmente corales. Los alvéolos corticales se apoyan en placas de celulosa entrelazadas que componen una armadura o teca.
- Algas cloraracneas (Chlorarachniophyta). Algas unicelulares pertenecientes al grupo de los protistas cercozoos que presentan cloroplastos de procedencia de un alga verde y cuyas células están desnudas.

Adicionalmente, varios otros grupos como los ciliados son comúnmente heterótrofos, pero algunas especies pueden ingerir algas endosimbióticas que dentro de su cuerpo continúan realizando la fotosíntesis, con lo que ecológicamente son fotosintéticos y pueden considerarse "algas". 
Dada la polifilia del grupo, reflejada en la clasificación de arriba, no se pueden hacer muchas generalizaciones válidas.
Las formas pluricelulares suelen presentar paredes celulares, y a veces desarrollan estructuras anatómicas intrincadas, especialmente las algas pardas y las algas rojas. Las formas más emparentadas con las plantas terrestres poseen plasmodesmos (puentes de citoplasma entre células contiguas). Con respecto a su reproducción sexual, hay ciclos vitales complejos con alternancia de generaciones, ciclos de vida haplontes y diplontes. Los órganos formadores de gametos (gametocistes) y esporas (esporocistes) son unicelulares (con la sola excepción de algunas algas verdes del género Chara). En general, las células reproductoras son flageladas.

## Biotipos
Aparte de formas estrictamente unicelulares se presentan entre las algas formas coloniales o pluricelulares con estructuras y anatomías a veces convergentes que se suelen clasificar en los siguientes biotipos:
- Monadoide. Células nadadoras aisladas.
- Cocoide. Unicelulares envueltas en una pared celular.
- Colonial. Pequeños grupos de unicelulares mótiles laxamente agregadas y más o menos regularmente dispuestas.
- Capsoide. Células poco numerosas encerradas en una cápsula mucilaginosa común.
- Palmeloide. Células inmóviles y numerosas encerradas en una cubierta de mucílago.
- Filamentoso. Células formando un encadenamiento, a veces ramificado.
- Seudoparenquimatoso. Numerosos filamentos agrupados y con algún tipo de consolidación.
- Parenquimatoso. Células formando un talo agregado denso, pluriestratificado y con algún grado de diferenciación celular.

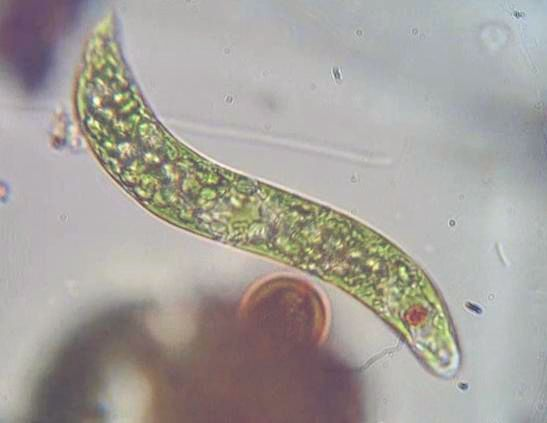
Monadoide (Euglena)
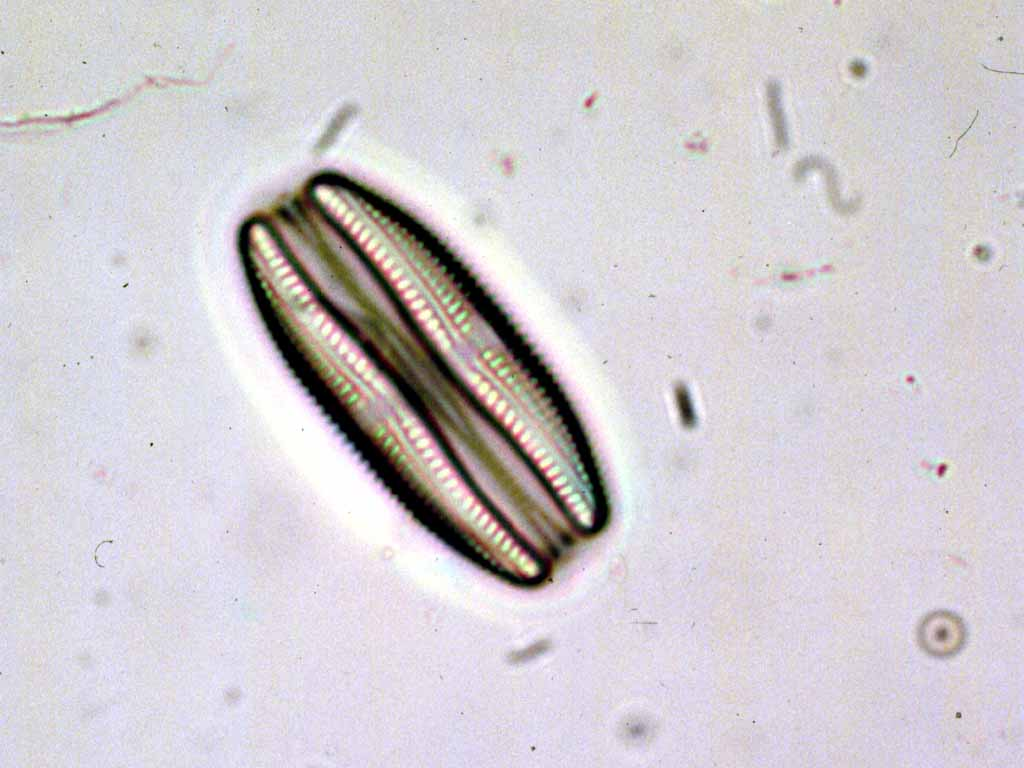
Cocoide (Diatomea)
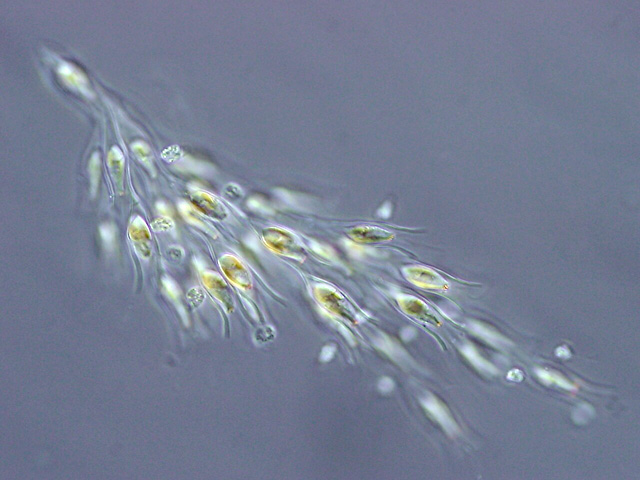
Colonial (Dinobryon)
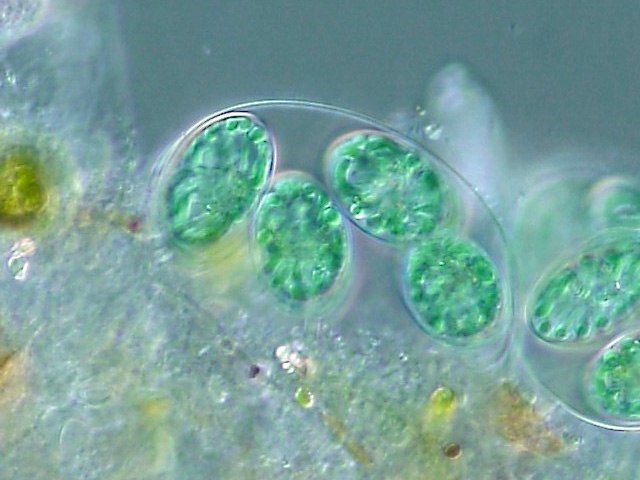
Capsoide (Glaucocystis)
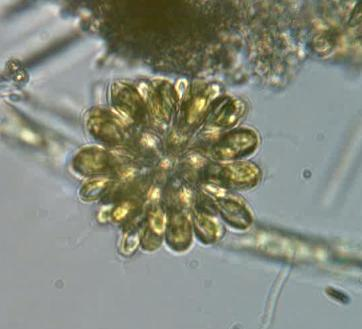
Palmeloide (Synura)
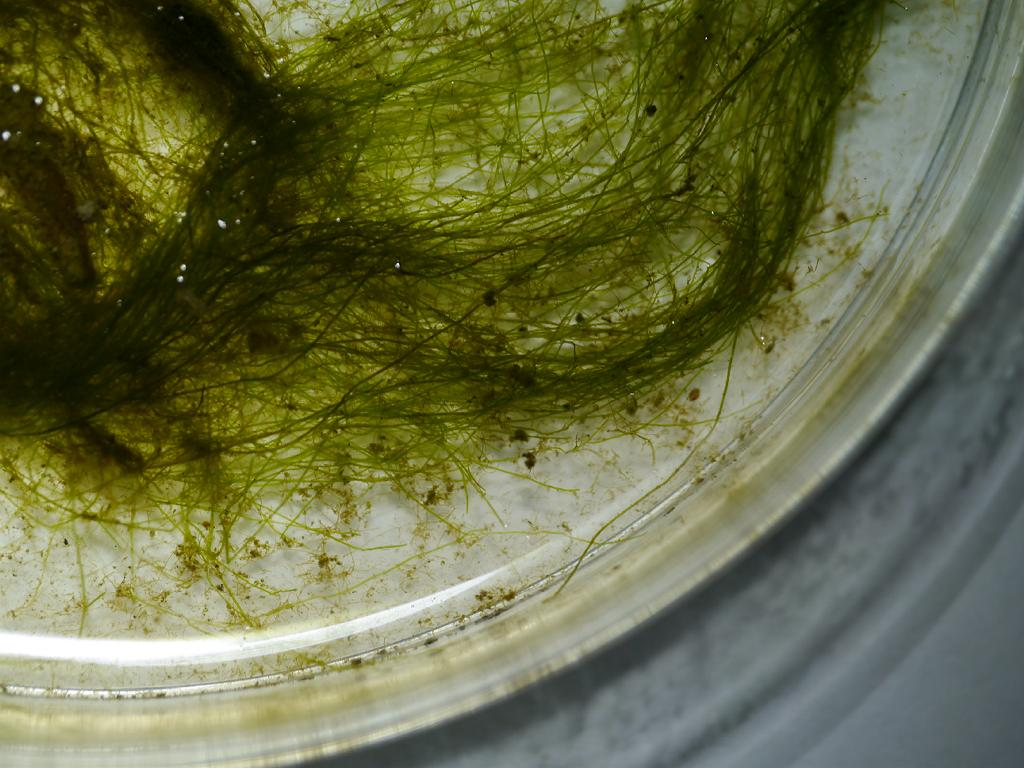
Filamentoso (Vaucheria)
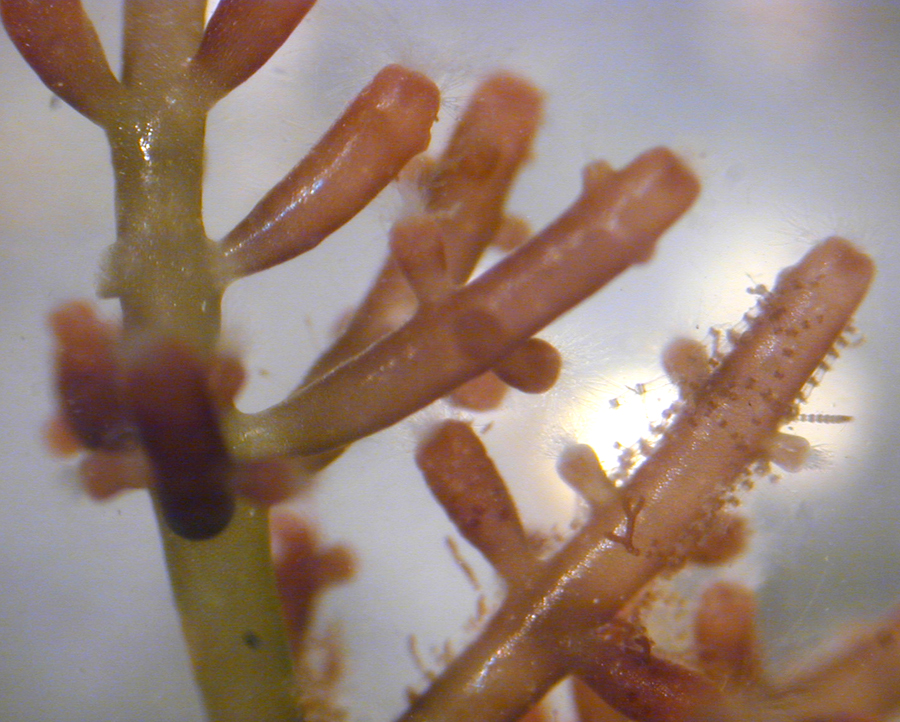
Seudoparenquimatoso (Laurencia)
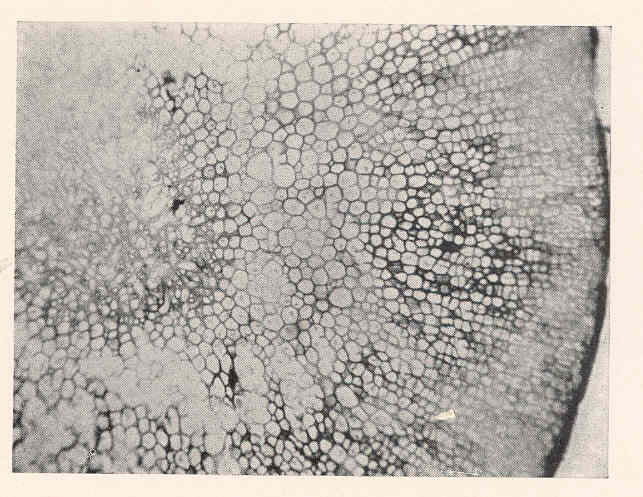
Parenquimatoso (sección de alga parda)

## Estructuras

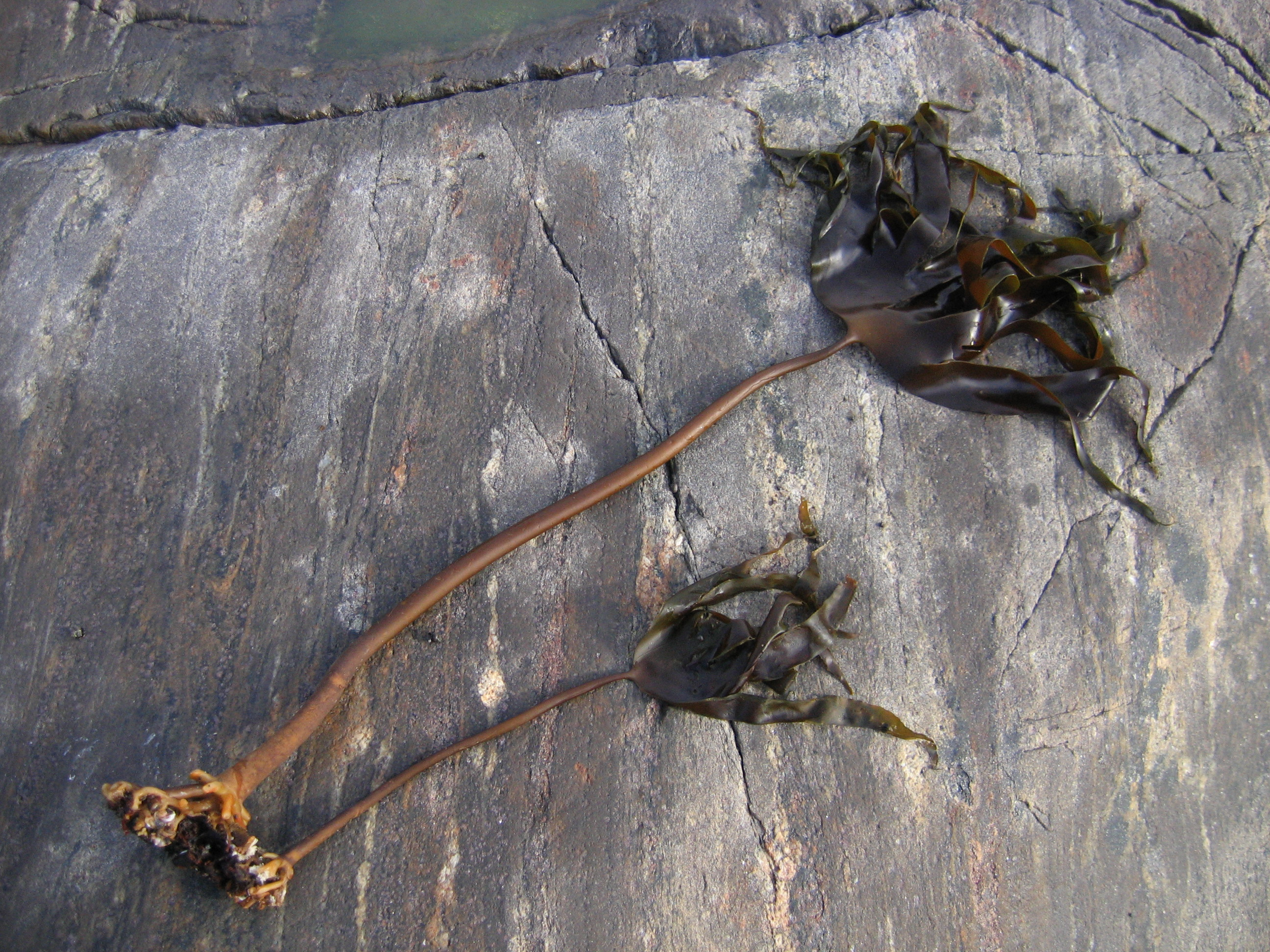
Dos ejemplares de Laminaria hyperborea, cada una mostrando el rizoide (abajo a la izquierda), las láminas (arriba a la derecha) y un estipe que conecta las láminas al rizoide.

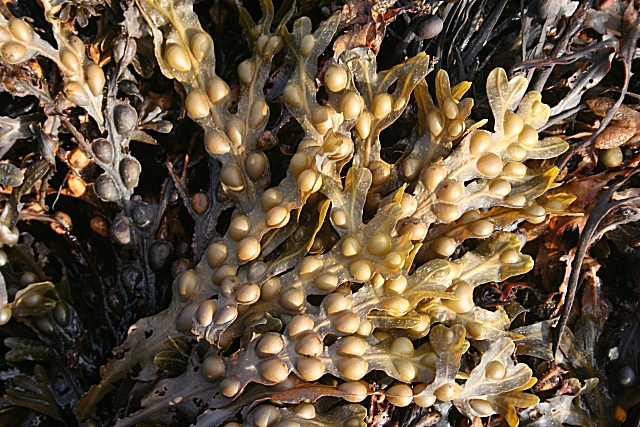
Especies como Fucus vesiculosus presentan numerosos neumatocistos, vesículas llenas de gas que ayudan a sostener el alga.

Las algas pluricelulares carecen de los complejos tejidos xilema y floema de las plantas vasculares. Esto no significa que todas las algas carezcan por completo de estructuras especializadas. Pero, debido a que los botánicos definen (verdaderos) tallos, hojas y raíces por la presencia de estos tejidos, su ausencia en las algas significa que las estructuras equivalentes a tallos y hojas presentes en algunos grupos de algas deben describirse utilizando terminología diferente. Aunque no todas las algas pluricelulares son estructuralmente complejas, el talo o cuerpo del alga típicamente posee una o más partes características:
- Un rizoide (también denominado pie o disco) es una estructura equivalente a la raíz, presente en la base del alga, que le sirve para fijarse al sustrato y que, a diferencia de la raíz, no es utilizado como el órgano principal para la captación de agua ni de nutrientes. La apariencia del rizoide es variado: puede ser muy ramificado o tener forma de disco o bulbo.

- El estipe, equivalente al tallo, puede crecer como una estructura corta en la base del alga, como en Laminaria, o crecer hasta convertirse en una gran estructura, como en Sargassum o Macrocystis. En las algas pardas más estructuralmente diferenciadas, tales como Fucus, los tejidos dentro del estipe se dividen en tres capas o regiones distintas. Estas regiones incluyen una médula central, una corteza circundante y una epidermis externa, cada una de los cuales tiene su análogo en el tallo de una planta vascular.

- Las láminas son las partes planas de las algas equivalentes a las hojas. Algunas algas presentan una única lámina, mientras que en otras pueden ser numerosas. Las láminas se pueden unir directamente al estipe, directamente al rizoide si el estipe está ausente, o puede haber una cámara de aire entre el estipe y la lámina. Al conjunto de estipe y láminas se le denomina fronda (sería el equivalente al follaje de las plantas).[7] Vesículas llenas de gas denominadas neumatocistos proporcionan flotabilidad a muchas laminarias y miembros de las Fucales. Estas estructuras en forma de vejiga se suelen localizar en las láminas, o próximas a ellas, para mantenerlas más cerca de la superficie del agua y recibir más luz para la fotosíntesis.

## Ecología

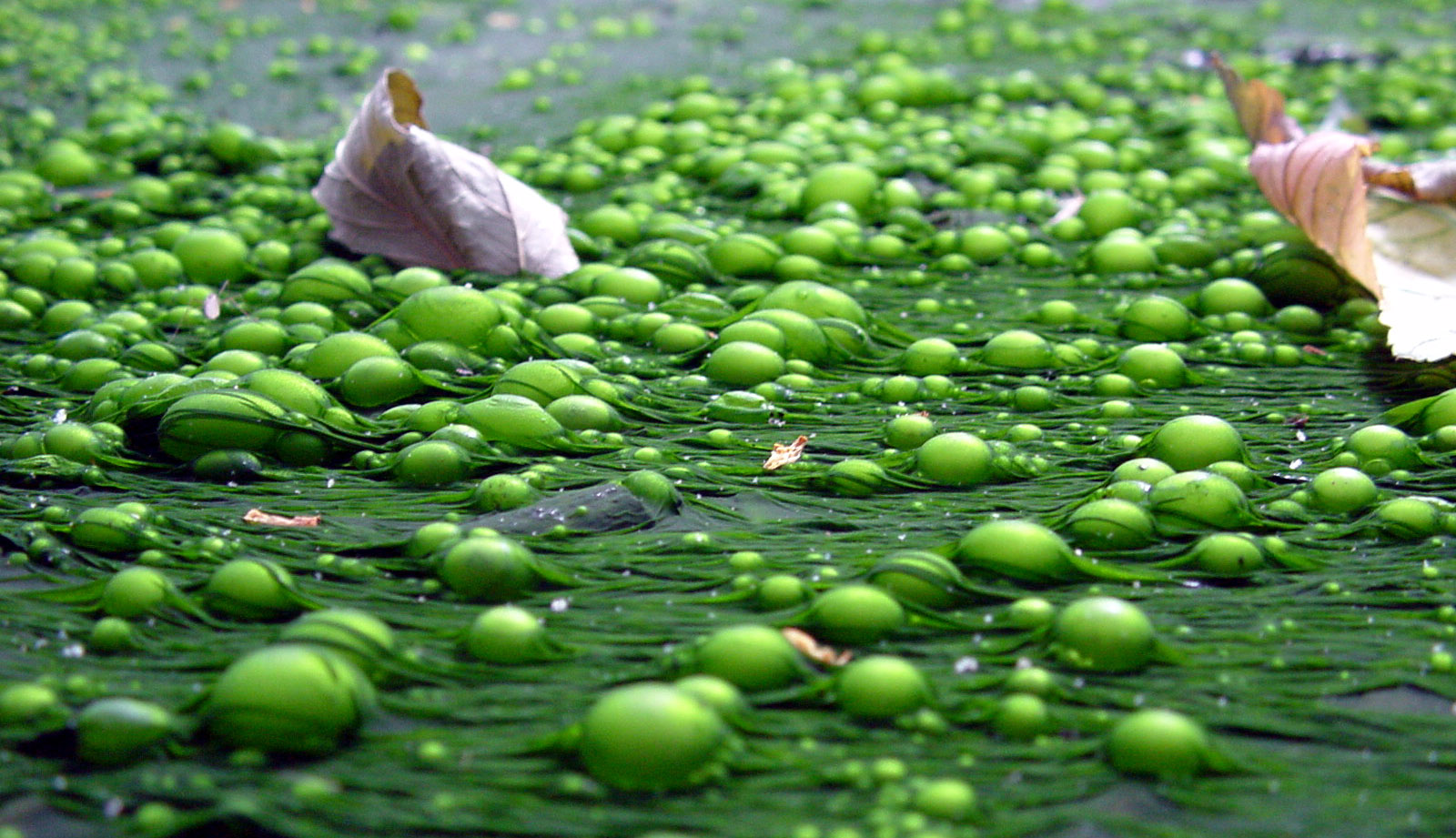
Charca eutrofizada con una fuerte proliferación de algas.

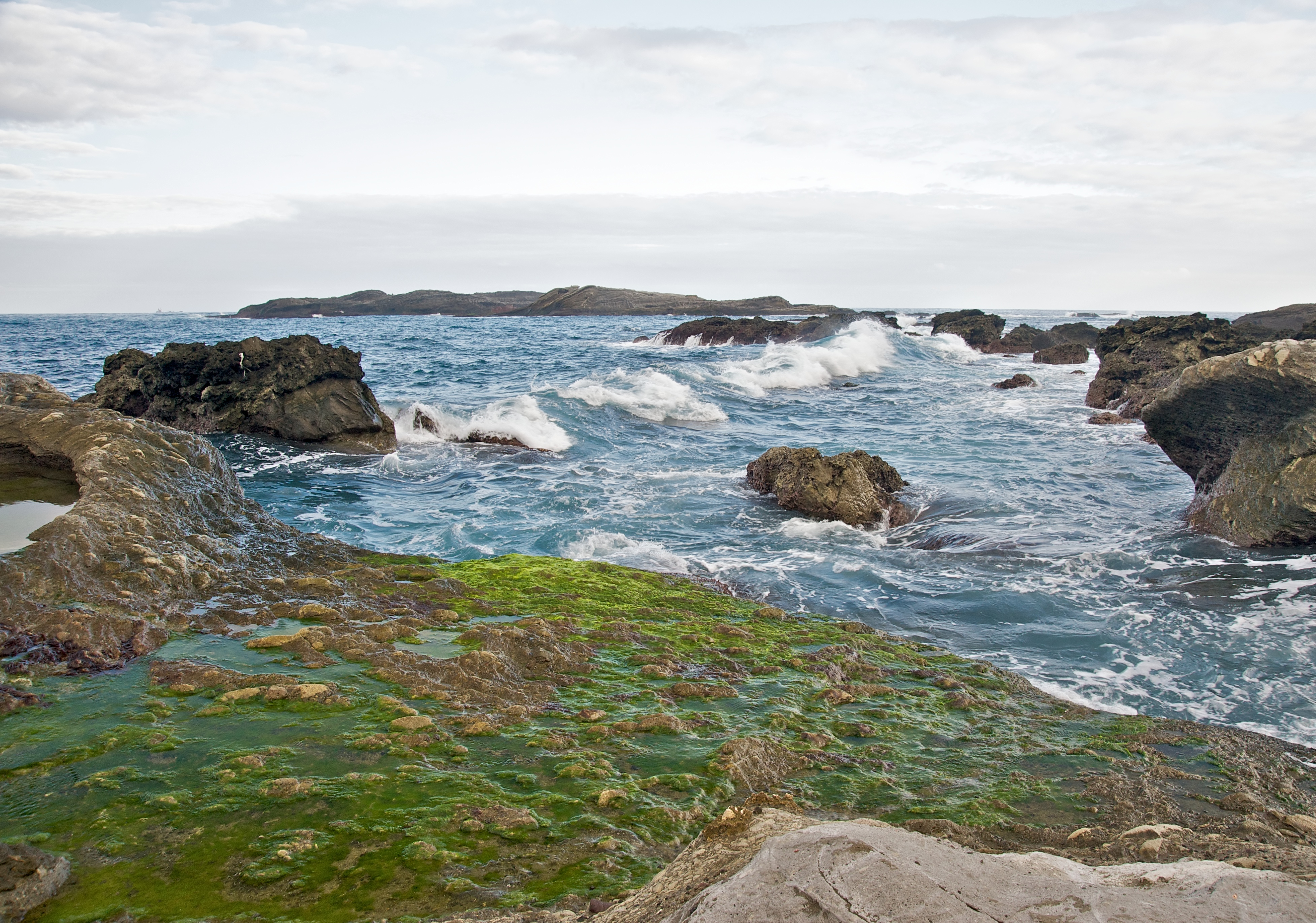
Alga sobre rocas en Shihtiping, Taiwán.

La función ecológica más conocida de las algas es la producción primaria, son los principales productores de materia orgánica a partir de la inorgánica en el mar, de esta manera la materia orgánica ingresa a las cadenas tróficas. Este paso puede producirse por el consumo de algas, la absorción de nutrientes disueltos de origen vegetal por otros organismos, o por la descomposición de estas.
Hay algas en todos los ambientes acuáticos donde existe luz, tanto de agua dulce como de agua salada, unas veces en el plancton otras en el bentos. Se encuentran también en ambientes terrestres húmedos, como es el caso del verdín que crece en suelos, en muros, en cortezas de árboles, etc.
Son notables las algas que forman asociaciones simbióticas con organismos heterótrofos. Este es el caso de las que forman líquenes en asociación con hongos. También el de los simbiontes unicelulares que se encuentran en muchos animales marinos, sobre todo moluscos y corales.
Existen formas unicelulares hipertérmofilas, creciendo en fuentes termales, entre las algas rojas. Son de gran interés biológico, porque esta condición es única entre los organismos eucariontes.
De interés práctico son las floraciones o blooms producidos por algunas algas eucarióticas unicelulares que protagonizan a veces mareas tóxicas.

### Simbiosis
Distintas algas aparecen formando notables simbiosis metabólicas. Se trata de asociaciones mutualísticas en las que organismos con metabolismos distintos se asocian, beneficiándose mutuamente de sus respectivas habilidades.
- Líquenes. Son asociaciones simbióticas de un alga y un hongo con capacidad fotosintetizadora, conferida por el alga, que se desarrollan en ambientes subaéreos (terrestres) biológicamente inhóspitos, como las rocas desnudas y las cortezas de los árboles. Tienen gran importancia como organismos ecológicamente pioneros, capaces de colonizar ambientes previamente estériles. Hay dos grupos de algas implicadas en las simbiosis liquénicas, las cianobacterias y, más comúnmente, las algas verdes.[8]
- Simbiosis con animales. Existen muchos ejemplos de animales (reino Animalia) acuáticos que guardan algas unicelulares en sus tejidos superficiales, dentro de sus células o entre ellas. Sacan ventaja de la fotosíntesis a la vez que proporcionan al alga un ambiente muy constante y favorable para su crecimiento. Se llama zooxantelas y zooclorelas a estas algas, según que sean doradas o verdes. Las primeras son en general dinoflagelados, sobre todo del género Symbiodinium; las segundas son algas verdes. El grupo biológico donde este fenómeno es más importante es el de los corales (Cnidaria. Anthozoa), que ecológicamente se comportan como productores primarios fotosintetizadores, gracias a esta simbiosis. También son notables las simbiosis equivalentes que se encuentra en moluscos nudibranquios. Algo parecido se observa en protistas como los ciliados Mesodinium rubrum, oceánico, o Strombidium viride, una especie de agua dulce que conserva las algas verdes unicelulares que fagocita mucho tiempo antes de digerirlas.[9] Estos organismos representan un modelo de como se originaron los plastos por endosimbiosis.
- Helechos acuáticos, como el género Azolla, albergan en simbiosis en sus cavidades estomáticas cianobacterias de las que aprovechan su capacidad para fijar el nitrógeno, un nutriente generalmente escaso, tomándolo del aire.

### Parasitismo
Hay varios casos notables en que algas aparecen implicadas en relaciones parasitarias.
- La cianobacteria Phormidium corallyticum ataca a colonias de coral de diversas especies. Los filamentos del alga provocan lesiones que facilitan la penetración de bacterias sulfooxidantes que son las que a su vez causan el daño más grave. Se estima que la infección es más probable en aguas poco turbulentas y contaminadas.
- Los rodófitos o algas rojas son muy frecuentemente parásitos de otros rodófitos. En general parásito y huésped están filogenéticamente próximos. El parásito inyecta núcleos celulares en las células del huésped, que queda así transformado, produciendo luego células sexuales portadoras del genoma parasitario.
- Varias algas verdes (Chlorophyta) son parásitas de plantas verdes (Plantae). Por ejemplo, Cephaleuros es una alga filamentosa que crece en los tejidos de diversas plantas, incluidos cultivo como el té o el café.
- Un par de especies del alga verde Prototheca se han convertido en patógenas de diversos animales, como las vacas o los seres humanos. En las vacas producen mastitis muy contagiosas que no se pueden controlar sin sacrificar los animales.

## Listado de géneros notables de algas
- Acetabularia
- Anabaena
- Asterionella
- Caulerpa
- Ceratium
- Cyclotella
- Corallina
- Chara
- Diatomea
- Dinobryon
- Fragilaria
- Fucus
- Gelidium
- Gloecapsa
- Halemida
- Laminaria
- Musgo de Irlanda
- Nereocystis - (alga cinta)
- Noctiluca
- Nostoc
- Oscillatoria
- Postelsia - (palmera de Mar)
- Spirulina
- Ulva lactuca - (lechuga de Mar)
- Vaucheria
- Volvox

## Usos de las algas

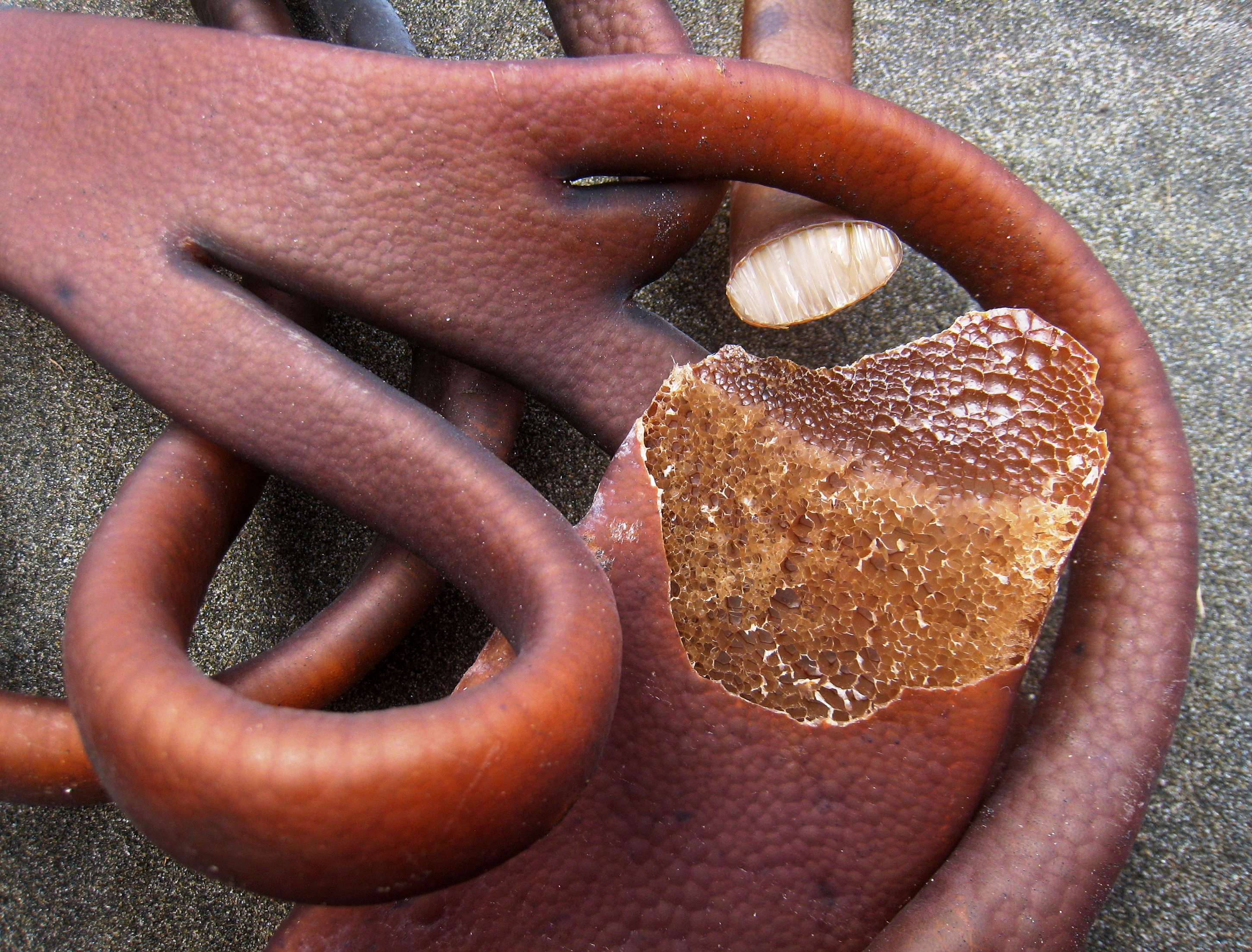
Imagen de cochayuyo secándose.

Las algas pueden ser utilizadas para producir biocombustibles (bioetanol, biobutanol y biodiésel), por otra parte, en el mundo de la estética se utilizan por sus propiedades hidratantes, antioxidantes y regeneradoras. Tradicionalmente se han usado como fertilizante o corrector de tierras de cultivo. Industrialmente son fuente de agar, alginatros y carragenatos. 
La industria de las algas marinas ofrece una amplia variedad de productos, el valor total anual de cuya producción se estima entre 5 500 y 6 000 millones de dólares EE. UU. De ese total, a los productos alimenticios para consumo humano corresponde un valor de 5000 millones de dólares. Las sustancias que se extraen de las algas, los hidrocoloides, representan una gran parte de los restantes miles de millones de dólares, mientras que el resto corresponde a diversos usos menores, como fertilizantes y aditivos para piensos. La industria utiliza 7 500-8 000 millones de toneladas de algas húmedas al año, que se recogen o bien del ambiente natural (silvestres) o bien de cultivos (cultivadas). El cultivo de algas ha crecido rápidamente al superar la demanda a la oferta disponible de recursos naturales. La recolección comercial se realiza en unos 35 países esparcidos entre los hemisferios norte y sur, en aguas que varían de frías, hasta tropicales, pasando por templadas.

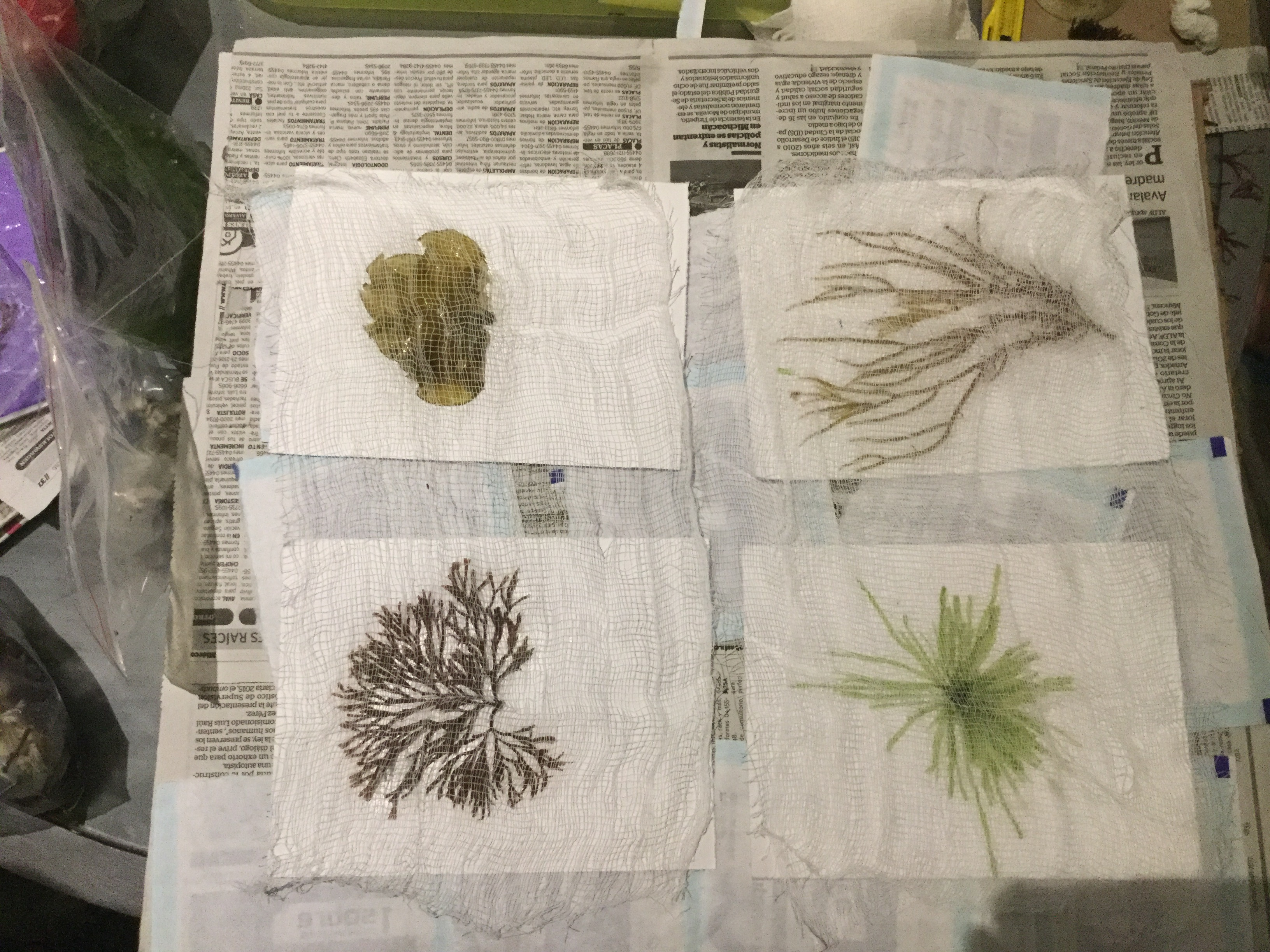
Herborización de algas para análisis y estudio.

### Gastronomía

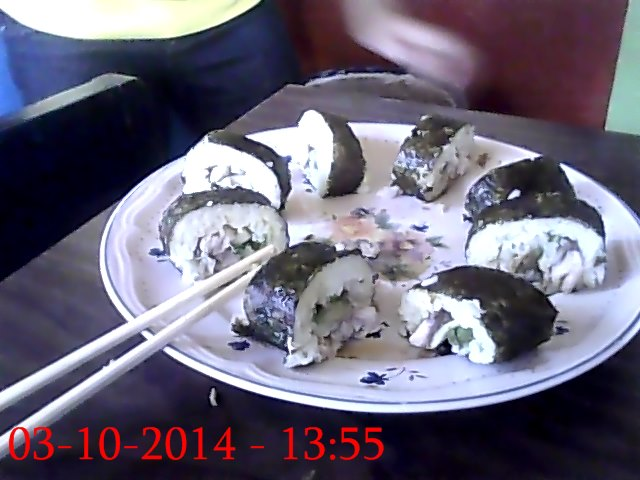
Alga nori (Sushi)

Las algas sirven como alimento en algunas partes del mundo. Ejemplos de algas comestibles son: Kombu, Gim, Nori, Hijiki, Karengo (Porphyra columbina), espagueti de mar (Himanthalia Elongata), y el "Cochayuyo" (Durvillaea antarctica) en los países del sur del Pacífico.
Hay muchas variedades, son las verduras del mar que nos aportan  nutrientes concentrados,  que en cantidades mínimas nos otorgan  grandes beneficios.
En la cocina se pueden usar de múltiples maneras: arrollados, snacks, sopas, guisos, paellas, etc.
Dada su utilización y consumo, la comercialización de algas supone una oportunidad económica.

### Información nutricional
Nutricionalmente  las algas son bajas en calorías, presentan una alta concentración de proteínas, fibra dietética, minerales y vitaminas.
- Proteínas  ricas en glicina, arginina, alanina y ácido glutámico. Contienen aminoácidos esenciales.
- Vitaminas destacadas:  A, B1, B12, C, D y E, riboflavina, niacina, ácido pantoténico y ácido fólico.
- Alto contenido en minerales, un 36% del peso seco más o menos (sodio, calcio, potasio, cloro, sulfuro, fósforo,  yodo, hierro, zinc cobre, selenio, molibdeno, flúor, manganeso, boro, níquel y cobalto)
- Bajo contenido de lípidos, sobre un 1-5%. La proporción de ácidos grasos esenciales  es mayor que en plantas terrestres. Destacan mucho en  el contenido del ácido eicosapentanoico (EPA) y ácido docosahexahenoico (DHA),que provienen de la gran familia de los omega 3.
- Bastante fibra, pudiendo variar entre 36-60% de su materia seca. Especialmente la fibra soluble. Por lo tanto, no son una buena fuente de hidratos de carbono disponibles.
- Compuestos bioactivos de alta capacidad antioxidante como los carotenoides y polifenoles que provienen de los pigmentos naturales.

Las algas marinas contienen cantidades significativas de arsénico en diferentes formas químicas, que pueden ser tóxicas para los seres humanos y los animales y provocar diversos problemas de salud, incluido el cáncer. Si bien la toxicidad del arsénico es más conocida en su forma inorgánica, se sabe muy poco acerca de la seguridad del arsénico presente en compuestos orgánicos como los arsenoazúcares y, especialmente, los arsenolípidos de las algas marinas. Por lo tanto, es de suma importancia evaluar la toxicidad de los compuestos de arsénico de las algas marinas.
También poseen características tecnológicas interesantes para la industria alimentaria, mejorando los productos mediante sus propiedades antioxidantes, emulsionantes y capacidad de retención de líquido y grasas.